# Sinocarum woodii
Sinocarum woodii är en flockblommig växtart som beskrevs av M.F.Watson. Sinocarum woodii ingår i släktet Sinocarum och familjen flockblommiga växter. Inga underarter finns listade i Catalogue of Life.